# Эффект Рингельмана
Эффе́кт Рингельма́на — тенденция к снижению личной продуктивности отдельных членов группы по мере роста её численности. Был впервые описан Максимилианом Рингельманном (фр. Maximilien Ringelmann; 1861—1931), французским профессором сельскохозяйственной инженерии, в 1913 году. Перетягивание каната часто используется, чтобы наглядно показать эффект Рингельмана. Чем больше людей включено в работу, тем ниже становится их средняя производительность, поскольку каждый участник чувствует, что его собственные усилия не являются решающими.

## История
Рингельман провёл ряд экспериментов с подниманием тяжестей и перетягиванием каната, в которых фиксировал максимальные достижения отдельных участников, а также команд разной численности, из них состоящих. Эксперименты показали, что достижения, построенные на индивидуальных усилиях участников, превосходят аналогичные, в которых последние действуют сообща. Согласно Рингельману, это объясняется потерей индивидуальной мотивации и необходимостью в координации между участниками группы.
Результаты экспериментов были подтверждены дальнейшими исследованиями во второй половине XX века.

## Причины
Согласно Рингельману (Ringelmann, 1913), группы не в состоянии полностью раскрыть свой потенциал, потому что различные межличностные процессы отвлекают от общей квалификации группы. А именно, в качестве потенциальных источников снижения продуктивности групп были определены два различных процесса: потеря мотивации и проблемы координации.

### Потеря мотивации
Потеря мотивации, или социальная леность, как ее иначе называют — это снижение прилагаемых индивидуальных усилий, наблюдаемое при работе в группах по сравнению с работой в одиночку (Williams, Harkin, & Latané, 1981). Согласно Рингельману (Ringelmann, 1913), члены группы склонны полагаться на своих коллег или соучастников, чтобы обеспечить желаемое усилие, необходимое для выполнения общей задачи. Хотя члены группы, как правило, считают, что они вносят максимальный вклад, когда их спрашивают, факты показывают, что члены проявляют безделье, даже когда они не знают, что они это делают (Karau & Williams, 1993). Для снижения уровня социальной лености в психологической литературе предлагается использовать социальную фасилитацию. Вот некоторые из этих решений:
- Повышение идентифицируемости: Когда люди чувствуют, что их индивидуальные идеи или результаты поддаются идентификации (например, подлежат оценке), у них появляется мотивация приложить больше усилий для выполнения групповой задачи (Harkins & Jackson, 1985)[5]. Это связано с тем, что люди начинают беспокоиться о том, что их оценивают другие (опасения по поводу оценки), когда задача проста и индивидуалистична, что, в свою очередь, увеличивает продуктивность за счет социальной поддержки. Точно так же, если задача позволяет членам группы быть анонимными (то есть оставаться в тени групповых взаимодействий и вносить свой вклад несущественным образом), они испытывают меньшее давление из-за того, что их оценивают другие, что приводит к социальному безделью и сокращению продуктивности при выполнении группового задания (Forsyth, 2006)[6].
- Сведите к минимуму халяву: люди, проявляющие социальную леность, обычно не способствуют соблюдению стандартов, потому что верят, что другие сделают работу за них. Следовательно, нужно дать отдельным членам почувствовать себя незаменимым активом группы. Увеличивая воспринимаемую важность своих личных ролей в группе, участники, как правило, усерднее работают над достижением групповых целей (Kerr & Bruun, 1983)[7]. Подобного эффекта можно также добиться за счет уменьшения размера группы, поскольку по мере уменьшения размера группы роль каждого члена в этой группе становится все более интегральной, поэтому меньше возможностей бездельничать (Forsyth, 2006).
- Установите цели: Согласно Харкинсу и Шимански (1989), группы, которые ставят ясные, точные цели, имеют тенденцию превосходить группы, которые потеряли из виду свои цели[8]. Считается, что постановка недвусмысленных целей стимулирует ряд процессов, повышающих производительность, включая усиление приверженности группе, тщательное планирование и контроль качества групповой работы, а также улучшение усилий (Weldon, Jehn, & Pradhan, 1991)[9]. Помимо ясности, важно, чтобы цели группы были сложными и побуждающими их решить. Это связано с тем, что простые задачи не требуют от группы усилий и, таким образом, дают возможность участникам бездельничать, тогда как для достижения сложных целей требуется полное сотрудничество всех членов группы (Forsyth, 2006). Например, в группе нет необходимости отвечать на вопрос «что такое 2 + 2», и если бы группа была создана для этого, то и один человек справился бы с этой целью. Напротив, для выполнения заданий по интегральной математике может потребоваться группа, потому что эта цель, очевидно, является более сложной и требует участия всех членов (Forsyth, 2006).
- Повышение вовлеченности: еще один способ уменьшить социальное безделье — просто увеличить степень вовлеченности членов группы в решение поставленной задачи или цели. Этого можно достичь, превратив задачу в дружеское соревнование между членами группы или приложив вознаграждение или наказание к задаче, в зависимости от эффективности группы в целом (Forsyth, 2006). Аналогичным образом можно предотвратить безделье, убедив отдельных членов группы в том, что поставленная цель важна, но что их коллеги немотивированы для достижения этой цели, в процессе, называемом социальной компенсацией (Forsyth, 2006).

### Потеря координации
Хоккей — это пример деятельности, в которой координация имеет решающее значение для эффективной работы.
Когда люди объединяются в группы для выполнения задачи, их производительность зависит от их индивидуальных ресурсов (например, талантов, навыков, усилий) и различных межличностных процессов, действующих в группе. Даже если члены группы обладают способностями и опытом, необходимыми для выполнения поставленной задачи, они могут не координировать свои усилия продуктивным образом. Например, любители хоккея могут почувствовать, что у конкретной команды больше шансов на победу, просто потому, что команда состоит из звездных игроков. Однако в действительности, если члены команды не могут эффективно синхронизировать свои действия во время игры, общая производительность команды, скорее всего, пострадает. Согласно Штайнеру (1972), проблемы координации между членами группы являются функцией требований выполняемых задач. Если задача является унитарной (не может быть разбита на подзадачи для отдельных членов), для достижения успеха требуется максимизация выпуска (высокая скорость производства) и требуется взаимозависимость между членами команды для получения группового продукта, потенциальная производительность группы зависит от способностей членов команды координировать друг с другом.

## Эмпирическая поддержка
Последующие исследования способствовали дальнейшему развитию теории эффекта Рингельмана. В частности, Ингам, Левингер, Грейвс и Пекхэм (1974) обнаружили, что члены группы продолжают демонстрировать снижение силы натяжения веревки даже после того, как их поместили в псевдогруппы (то есть группы, состоящие из единомышленников и одного истинного участника). В своем исследовании Ingham et al. (1974) заставляли членов одной команды притвориться, будто они тянут веревку, симулируя усилие, внушая реальному участнику, что все работают вместе. Интересно здесь то, что, поскольку практически не было координации между участником и сообщниками (они не принимали участия в действиях физически), плохое общение не может объяснить снижение усилий. Таким образом, Ingham et al. (1974) поддерживают утверждение о том, что мотивационные потери во многом определяют снижение работоспособности человека, когда он действует как член группы.
Кроме того, исследования показали, что участники, ранее имевшие опыт в командных видах спорта, могут не проявлять эффекта Рингельмана.